# Hesdy Esajas
Hesdy Esajas is een Surinaams oud-taekwondoka en bestuurder.

## Biografie
Eind jaren 1970 behoorde Esajas tot de top van de taekwondo in Suriname. In december 1977 nam hij deel aan de kampioenschappen taekwondo voor senioren en werd hij kampioen in zwaargewichtsklasse. Het jaar erop won hij goud tijdens het tweelandentoernooi met Guyana. In augustus 1979 ging hij met vijf andere zwartebanders naar Canada voor een training van zeven weken bij de Zuid-Koreaanse grootmeester Park Jong-soo en voor deelname aan de CNE Open in Toronto.
Hij sportte bij de taekwondoschool Ko Kang Kwan van Frank Doelwijt en toen die in 1983 afscheid nam van zijn school, namen Esajas, Glenn Gemerts en Harvey Kluis de leiding van hem over.
In zijn werkzame was hij tot circa 2013 waarnemend hoofd en is hij sindsdien hoofd van 's Lands Bosbeheer (LBB). Daarnaast is hij voorzitter van de stichting die het Peperpot Natuur Park beheert.